# Kristotomus kamikochi
Kristotomus kamikochi är en stekelart som beskrevs av Mason 1962. Kristotomus kamikochi ingår i släktet Kristotomus och familjen brokparasitsteklar. Inga underarter finns listade i Catalogue of Life.